# Katedra św. Olafa w Helsingør
Katedra św. Olafa w Helsingør (duń. Sankt Olai Kirke (Helsingør) – jest katedrą w Helsingør. Został nazwana na cześć patrona Norwegii, króla Olafa II Haraldssona.
Historia kościoła sięga XIII wieku, kiedy został ufundowany niewielki kościół wiejski i został zbudowany w stylu romańskim. Katedra św. Olafa w obecnym stanie, została ukończona w 1559 roku. Dach hełmowy pochodzi z 1897/1898 i został zaprojektowany przez architekta Hermanna Baagøego Storcka. Oryginalny dach hełmowy był szczuplejszy i nazywany był Helsingørs Jomfru (Panną z Helsingør), ale runął w dół, a kościół stał z węglową wieżą (bez dachu) przez wiele lat.
Na wschodniej stronie wieży kościelnej pod tynkiem znajduje się ślepy mur.